# Bernard Fox
Bernard Fox (Port Talbot, 11 de mayo de 1927 - Van Nuys, 14 de diciembre de 2016) fue un actor británico. Era sobrino del también actor Wilfrid Lawson.
Es recordado por haber aparecido en dos adaptaciones cinematográficas del hundimiento del RMS Titanic: A Night to Remember (1958) y Titanic (1997) de James Cameron.
Otros papeles en los que ha trabajado son como el Dr. Bombay en la serie de comedia fantástica Embrujada (1964-1972), el Coronel Crittendon en la serie de comedia Los héroes de Hogan (1965-1971), Malcolm Merriweather en El Show de Andy Griffith (1963-1965), Coronel Redford en Barnaby Jones (1975), Max en Herbie en el Grand Prix de Montecarlo (1977), entre otros.

## Trayectoria

### Primeros años
Fox nació como Bernard Lawson, hijo de Queenie Barret y Gerald Lawson, ambos actores de teatro. Tuvo una hermana mayor, Mavis. Estuvo casado con Jacqueline Fox desde 1961, con quien tuvo dos hijas, Amanda y Valerie.

### Carrera
Fox comenzó su carrera cinematográfica a la edad de 18 meses y, a los 14 años, era aprendiz de subdirector de un teatro. Después de servir en la Royal Navy en la Segunda Guerra Mundial y la guerra de Corea, reanudó su carrera como actor y apareció en más de 30 películas cinematográficas de 1956 a 2004, incluidas dos dramatizaciones cinematográficas del hundimiento del transatlántico RMS Titanic, separadas por 39 años: Titanic (1997) (como el coronel Archibald Gracie IV) y la versión anterior de la tragedia A Night to Remember (1958) (como Frederick Fleet). En este último, pronunció la frase "Iceberg dead ahead, sir!" (¡Iceberg adelante, señor!) mientras desempeña el papel del marinero en la cofa del barco. Sus otros papeles en la pantalla abarcaron desde papeles secundarios en comedias generales: Yellowbeard, Max en Herbie en el Grand Prix de Montecarlo y Detectives Privados (1980), interpretando a un mayordomo homicida en la última, hasta prestar la voz de Chairmouse en las películas animadas de Disney Los rescatadores. Interpretó el papel de Winston Havelock, un ex aviador del Royal Flying Corps en la película de aventuras de 1999 La momia. En 2004, Fox hizo su última aparición antes de su retiro y fallecimiento en Surge of Power: The Stuff of Heroes.

## Fallecimiento
En la mañana del 14 de diciembre de 2016, Fox murió a los 89 años de insuficiencia cardíaca en el Valley Presbyterian Hospital en Van Nuys, California.
- Datos: Q707734
- Multimedia: Bernard Fox / Q707734